# Spring Mountains
Las montañas Spring (en inglés: Spring Mountains, lit. 'montañas [del] manantial') son una cadena montañosa del sur del estado de Nevada, Estados Unidos. Tienen una orientación NO-SE y se sitúan a lo largo de la región oeste de Las Vegas, hasta la frontera con California. El punto más alto es el monte Charleston, con 3362 m.
La mayor parte de las tierra en las montañas son propiedad del Servicio Forestal de los Estados Unidos y de la Oficina de Administración de Tierras y se gestionan como Área Recreativa Nacional de Spring Mountains (dentro del Bosque Nacional Humboldt-Toiyabe) y Área de Conservación Nacional Red Rock Canyon.

## Geografía

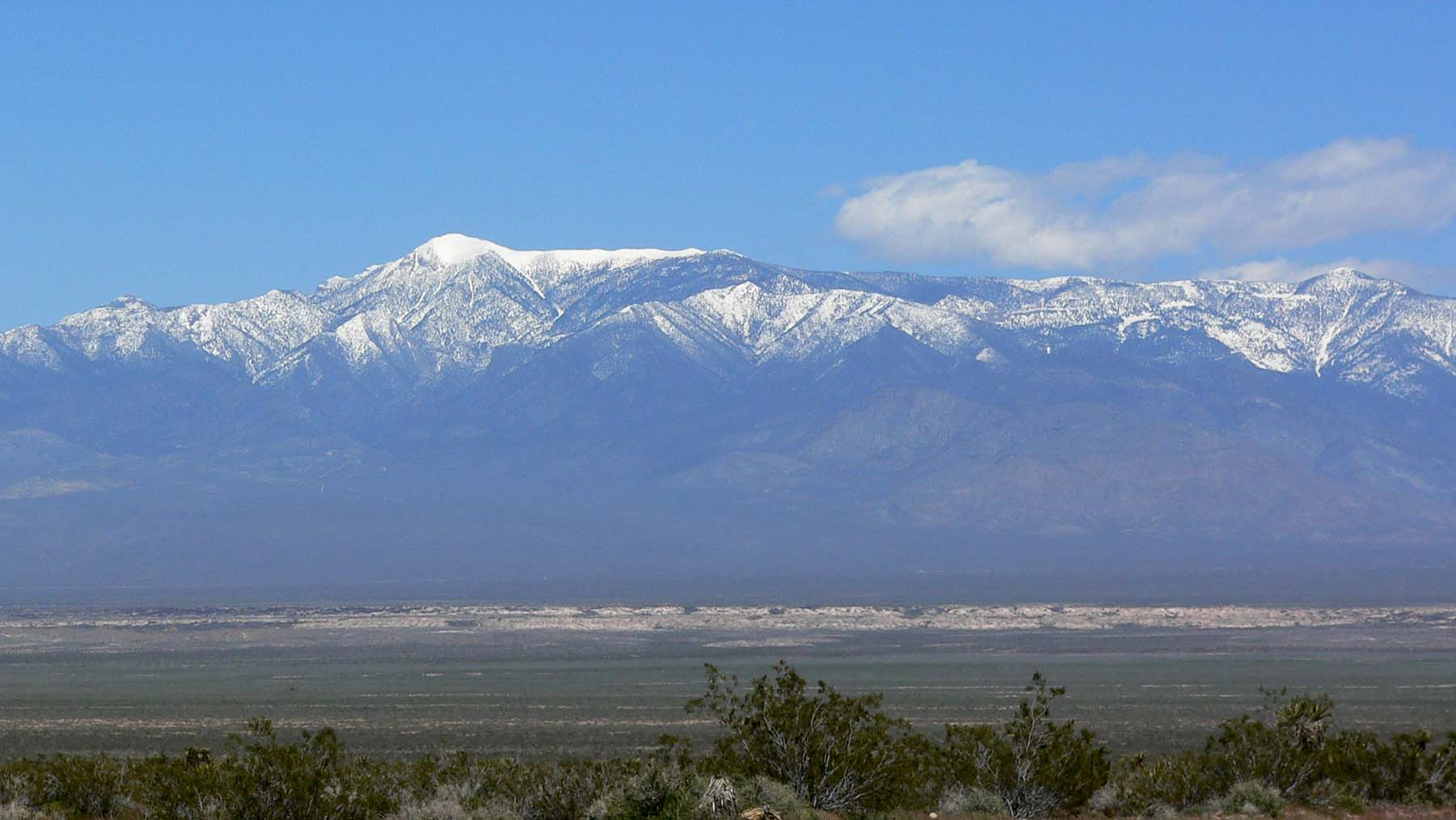
Vista del monte Charleston

La cordillera de las montañas Spring fue nombrada por la cantidad de manantiales (en inglés: spring) que se encuentran en ella, muchos de ellos en los recovecos del Área  de Conservación Nacional Red Rock Canyon (Red Rock Canyon National Conservation Area), que se encuentra en el lado este de las montañas.
La cordillera divide las pequeñas cuencas del  Pahrump Valley y del río Amargosa de la cuenca del valle de Las Vegas, que drena en la cuenca del río Colorado, pasando por Las Vegas Wash hasta el lago Mead, por lo que las montañas definen parte del límite de la Gran Cuenca. La división Great Basin (una de las regiones fronterizas de la Great Basin) continúa hacia el norte a través de la región de Indian Springs Pass, luego gira hacia el este en las cadenas montañosas perimetrales al norte de Las Vegas.

### Monte Charleston
El punto más alto es el monte Charleston (oficialmente Charleston Peak), con 3632,60 m. El área alrededor del monte Charleston está protegida como área salvaje del Monte Charleston (Mount Charleston Wilderness). El área es unos 11-17 °C más fría, en general, que los valles de abajo, y es una escapada popular para los residentes y visitantes de Las Vegas. El  Lee Canyon (Ski and Snowboard Resort) se encuentra en Lee Canyon en la carretera State Highway 156. 

### Otros picos
Además del monte Charleston, otras cumbres importantes en la cordillera Spring son los picos Bonanza Peak (Nevada), McFarland Peak y Griffith Peak, las montañas Mummy Mountain (Nevada) y Bridge Mountain y los montes Wilson y Potosi Mountain (Nevada).

## Diversidad biológica
Las montañas Spring son un ecosistema del tipo isla del cielo. Con un área alrededor de 2220 km²   y un rango altitudinal de más de 3,0 km (3.2 km), las montañas abarcan una amplia variedad de hábitats y su diversidad biológica es probablemente mayor que en cualquier otro lugar en Nevada. Se conocen 37 especies de árboles (más que cualquier otra cordillera de Nevada), y se han reportado 600 especies de plantas vasculares solo en el Área Nacional de Conservación Red Rock Canyon.
Las bases de las montañas son parte de las áreas de Mojave dominadas por el arbusto de la creosota y Ambrosia dumosa, a continuación ascendiendo en zonas de matorral Blackbushe, seguido de un área de coníferas pigmeas con enebro, pino piñonero y la caoba de montaña, y coronado por una las zonas de montaña con muchas especies de coníferas alrededor del monte Charleston y sus crestas de conexión.
La ardilla listada de Palmer es endémica de las montañas Spring.

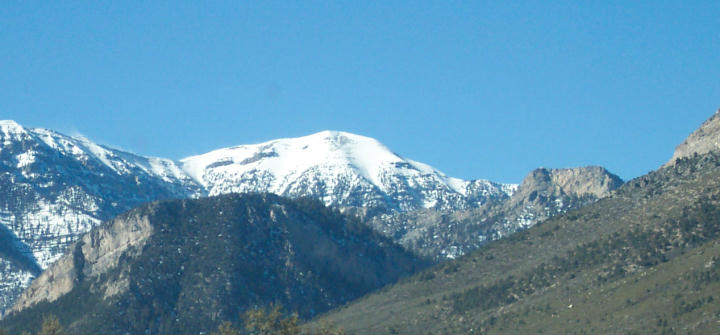
Monte Charleston el punto más alto de las montañas Spring
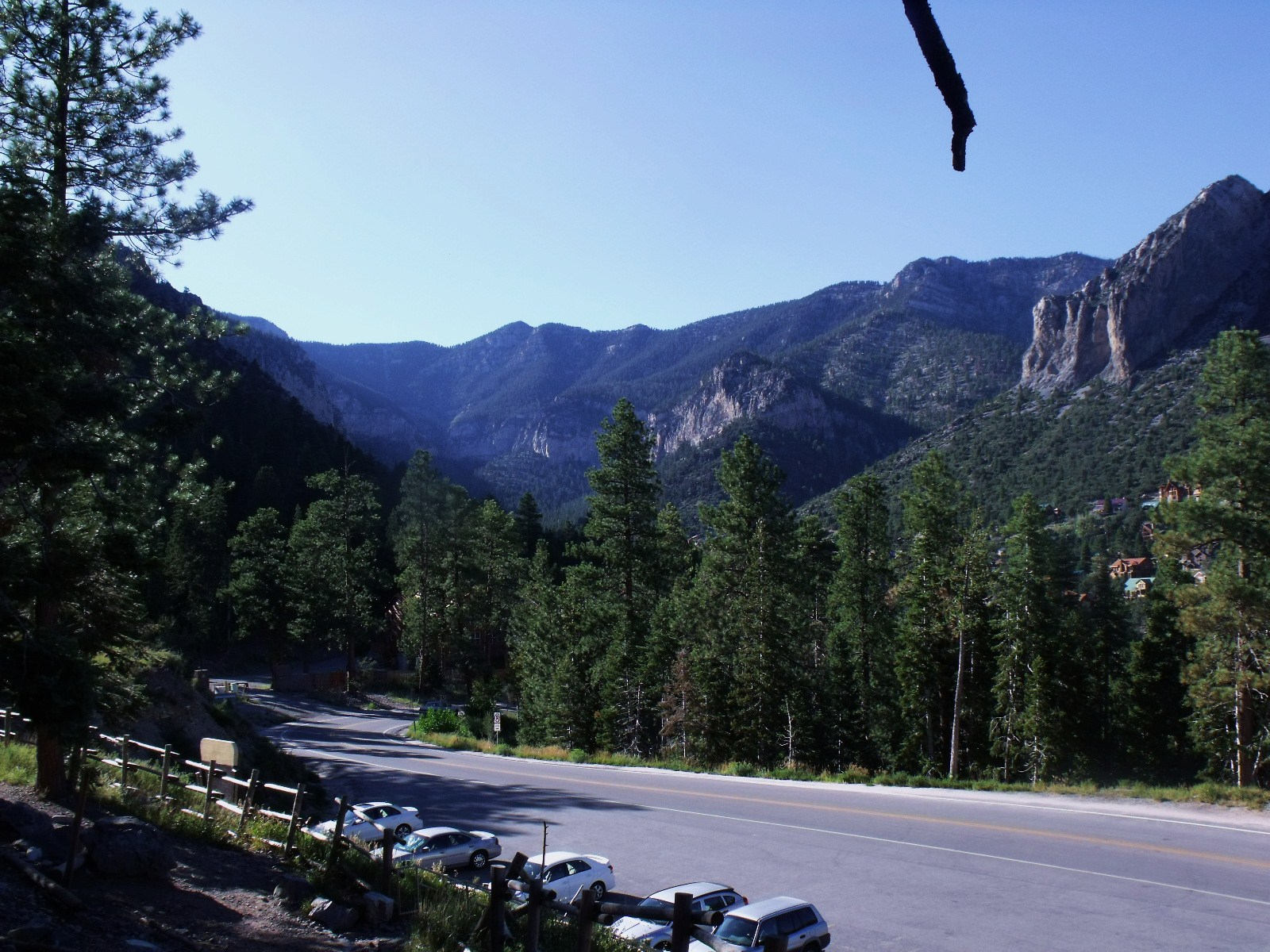
Las laderas frescas y boscosas de  Kyle Canyon
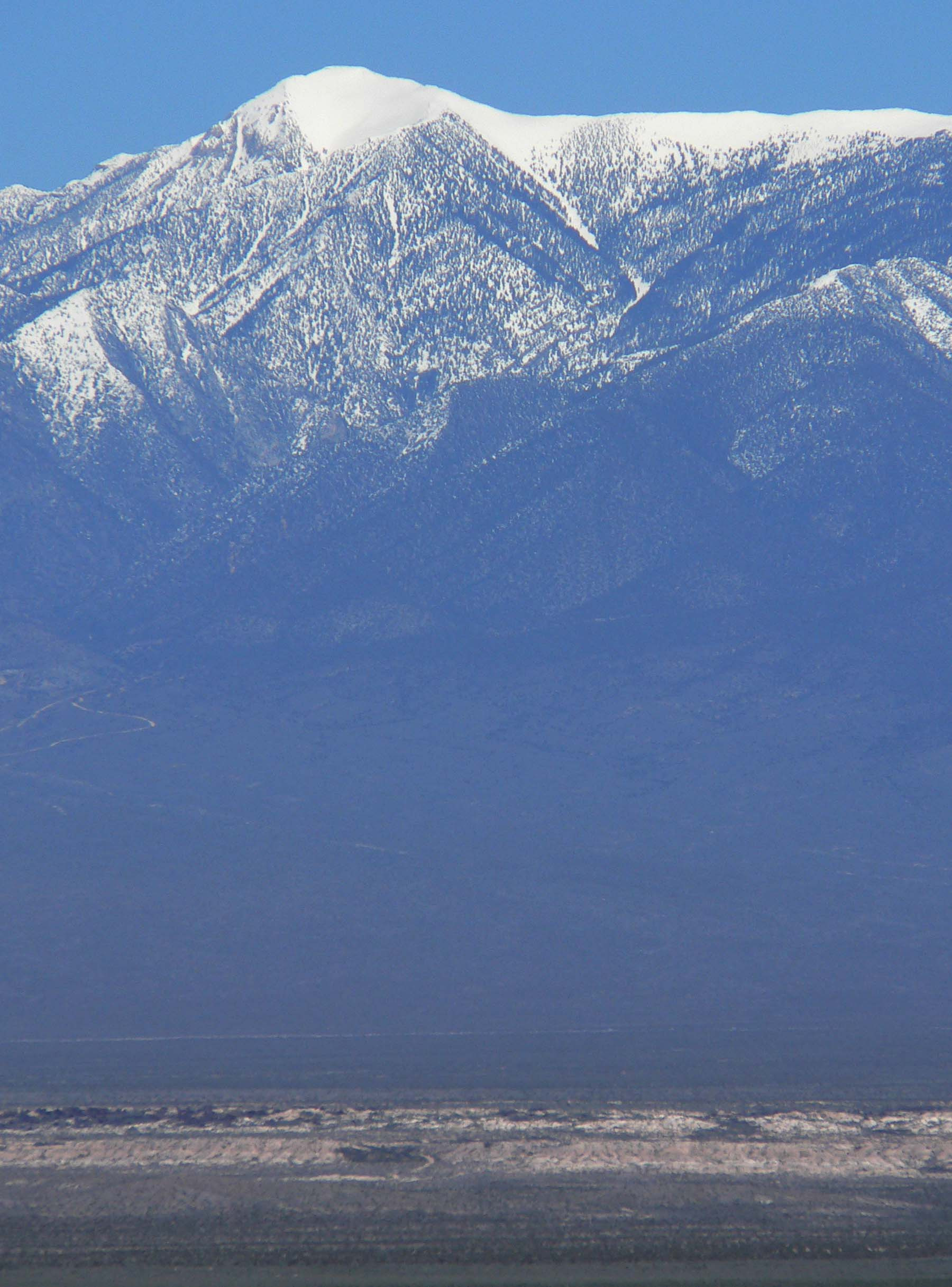
Vista noreste con las torres del monte Charleston, que se elevan unos  2700 m sobre el Pahrump Valley
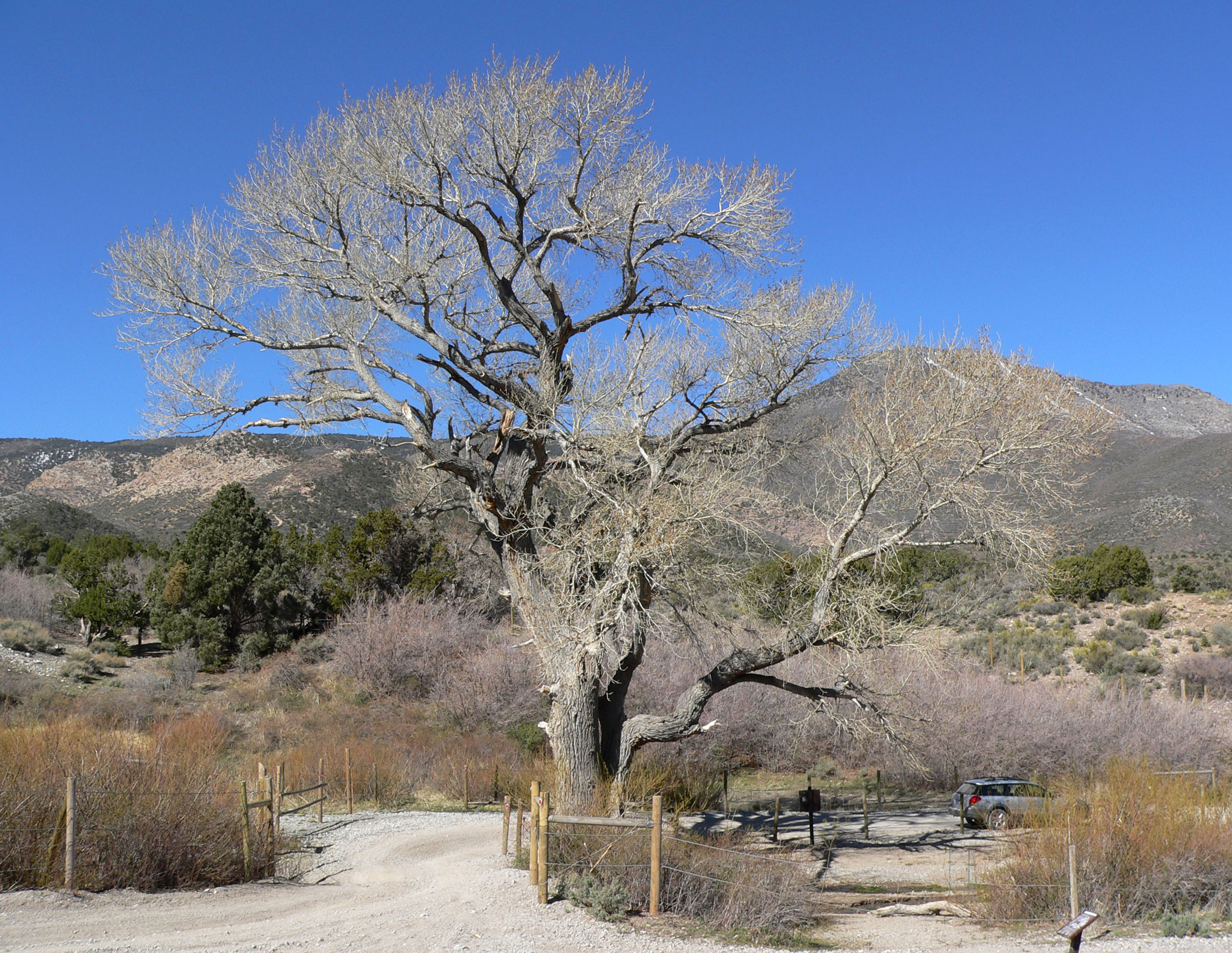
Populus fremontii en las montañas Spring